# Philagra flavosparsa
Philagra flavosparsa är en insektsart som beskrevs av William Lucas Distant 1909. Philagra flavosparsa ingår i släktet Philagra och familjen spottstritar. Inga underarter finns listade i Catalogue of Life.